# Ștefan al II-lea de Neapole
Ștefan al II-lea (d. 799) a fost duce de Neapole într-o perioadă de importantă schimbare în evoluția acestui ducat, de la 755 până la 766. El figurează cu titulatura de eminentissimus consul și era conducător al aristocrației locale atunci când a fost numit în funcție de către patrikios bizantin al Siciliei. Până la finele domniei sale, ca urmare a unei rupturi cu Bizanțul, Neapole a devenit practic independent.
La începutul mandatului său, Neapole era încă un ducat loial față de Imperiul Bizantin, ducii săi fiind numiți de către împăratul de la Constantinopol. Ca urmare, în 761, a fost refuzată intrarea în Napoli a trimisului papal, episcopul Paul, care era un oponent declarat al iconoclasmului care fusese îmbrățișsat pe atunci în spațiul bizantin. Ștefan era un suporter nu mai puțin hotărât al iconoclasmului decât împăratul bizantin însuși (la acea vreme, Constantin al V-lea "Copronimul"). La acea vreme, Ștefan se adresa lui Antiochos, patrikios-ul Siciliei și superiorul său în ierarhia bizantină, cu formulele de "stăpânul nostru" și "cel mai măreț dintre patricieni și protostrategi" (în 763). Din 764 însă, Neapole a respins categoric iconomclasmul, iar trimisul papal Paul a fost lăsat să intre în Napoli și să devină episcop.
După 12 ani de conducere pașnică, timp în care Ștefan al II-lea a cîștigat o mare popularitate în rândul celor guvernați, o ciumă a lovit orașul Napoli și a decimat atât cetățeni cât și clerici, inclusiv pe episcop însuși. În acel moment, poporul l-a aclamat pe ducele Ștefan ca episcop. El a trimit imediat după papa de la Roma (în acel moment, Paul I), care l-a consacrat ca episcop. Deși a încetat să mai fie duce, el a continuat să activeze ca episcop vreme de 33 de ani și a transferat ducatul către fiul său, Grigore al II-lea. După abdicarea sa, Ducatul de Neapole a experimentat o perioadă de criză, care a durat până la alegerea lui Sergiu I din 840.
Pe lângă Grigore, Ștefan al II-lea a mai avut doi fii: Cezar (care a murit în floarea tinereții) și Theofilact.